# Kentucky Derby 1931
Kentucky Derby 1931 var den femtiosjunde upplagan av Kentucky Derby. Löpet reds den 16 maj 1931 över 1 1⁄4 miles (2 012 m). Löpet vanns av Twenty Grand som reds av Charley Kurtsinger och tränades av James G. Rowe Jr..
Förstapriset i löpet var 48 725 dollar. 12 hästar deltog i löpet efter att hästarna Equipoise, Up och Don Leon strukits innan löpet. Twenty Grands segertid var nytt löprekord (senare slaget). Segrande häst var uppfödd och ägd av Helen Hay Whitney på Greentree Stable. Det var fjärde gången i löpets historia som en kvinna var segrade hästs ägare, samt andra gången en kvinna var både ägare och uppfödare.
1931 års upplaga av Preakness Stakes reds en vecka innan, den 9 maj, vilket var den senaste gången som Preakness Stakes reds innan Kentucky Derby. 2020 reds både Kentucky Derby och Preakness Stakes efter Belmont Stakes, på grund av den rådande coronaviruspandemin. 1931 var senaste gången som Kentucky Derby inte reds först av de tre Triple Crown-löpen.

## Resultat
| P  | S  | Häst           | Jockey             | Tränare            | Ägare                   | Tid     |
| -- | -- | -------------- | ------------------ | ------------------ | ----------------------- | ------- |
| 1  | 5  | Twenty Grand   | Charley Kurtsinger | James G. Rowe Jr.  | Greentree Stable        | 2:01.80 |
| 2  | 1  | Sweep All      | Frank Coltiletti   | Clyde Van Dusen    | Dixiana                 |         |
| 3  | 10 | Mate           | George Ellis       | James W. Healy     | Albert C. Bostwick Jr.  |         |
| 4  | 6  | Spanish Play   | Charles E. Allen   | George Land        | Knebelkamp & Morris     |         |
| 5  | 7  | Boys Howdy     | Gilbert Riley      | Loyd Gentry Sr.    | Harry C. Hatch          |         |
| 6  | 12 | Insco          | Steve O'Donnell    | Charles E. Durnell | Griffin Watkins         |         |
| 7  | 9  | Pittsburgher   | Charles Corbett    | James H. Moody     | Shady Brook Farm Stable |         |
| 8  | 3  | The Mongol     | James McCoy        | William Reed       | Hamburg Place           |         |
| 9  | 4  | Ladder         | Louis Schaefer     | Jack R. Price      | Walter J. Salmon Sr.    |         |
| 10 | 2  | Anchors Aweigh | Earl Steffen       | James G. Rowe Jr.  | Greentree Stable        |         |
| 11 | 8  | Surf Board     | Clarence Watters   | James G. Rowe Jr.  | Greentree Stable        |         |
| 12 | 11 | Prince d'Amour | Eugene James       | Nathaniel K. Beal  | Joseph Leiter           |         |

Segrande uppfödare: Greentree Stable; (KY)